# 花伝書
花伝書（かでんしょ）、一名八帖花伝書（はちじょう-かでんしょ）は室町時代末期に編纂された能楽伝書。全八巻。著者・編者不明。
内容は、巻一に能の起源や式三番に関する伝を記し、巻二以下は位取り・調子・謡・型・囃子・装束などに関する実技的な理論や知識を集成する。世阿弥らに仮託されているが、実際には『風姿花伝』の記述の一部が含まれているにすぎない。『風姿花伝』のほか、当時通行していた各種の伝書から有益な情報を取り集めて編集しなおしたものと思われる。
その所説は、巻一の「翁」についての記述のように確かな古説に拠ったらしいものも見られる一方で、様々な系統の説が混在しており、その出自については不明である。編者としては上述の世阿弥の他、観世音阿弥、今春禅竹、宝生連阿弥、金剛宗説の名が奥書などで挙げられているが、いずれも仮託である。製板本では各巻の著者を世阿弥としており、その名を伝説化させることとなった。
江戸時代初期ごろまでに古活字本・板本が版行されていたことからもわかるように、近世期を通じてもっとも流布した能伝書であった。上記のように世阿弥や金春禅竹の伝書に比べれば全体的な構成を欠き、思想的な深みも見られず、雑多な能の知識を集成した書ではあるものの、反面、実際に能を演ずる上での実際的な知識を得るためにはきわめて有意義であり、江戸や京都の能楽師から地方の素人弟子に至るまでひろく享受された背景には右のごとき事情が考えられる。
長らく世阿弥真撰の書と信じられていたこともあって、江戸期には高い権威を認められていた。その影響は能のみならず、狂言・浄瑠璃の芸論にも及んでいる。明治時代に入って世阿弥伝書の発見が相次ぐとほとんど顧みられなくなったが、現在ではむしろ、中世後期から近世初期にかけての演能技法を知るための資料として高い価値を持つ。

## 校注
- 林屋辰三郎ほか編　『日本思想大系23 古代中世芸術論』（岩波書店、1973年）、中村保雄校注・解説

## 参考書籍
- 表章・竹本幹夫『岩波講座 能・狂言 II 能楽の伝書と芸論』（岩波書店、1988年）